# توتنهام هوتسبير موسم 2000–01
خلال موسم 2000–01، شارك توتنهام هوتسبير في الدوري الإنجليزي الممتاز، وكأس الاتحاد الإنجليزي، وكأس رابطة كرة القدم.